# Strauzia
Strauzia is een geslacht van insecten uit de familie van de Boorvliegen (Tephritidae), die tot de orde tweevleugeligen (Diptera) behoort.

## Soorten
- S. arculata (Loew, 1873)
- S. gigantei Steyskal, 1986
- S. intermedia (Loew, 1873)
- S. longipennis (Wiedemann, 1830)
- S. noctipennis Stoltzfus, 1988
- S. perfecta (Loew, 1873)
- S. rugosum Stoltzfus, 1988
- S. stoltzfusi Steyskal, 1986
- S. uvedaliae Stoltzfus, 1988
- S. verbesinae Steyskal, 1986